# 한 마디 껌
한 마디 껌(영어: Mumbling Gum)은 2017년에 개봉한 한국 영화이다. 2017년 제7회 서울국제프라이드영화제 초청작이자 프로그래머 추천작이다.

## 줄거리
뱉을 수 없는, 삼킬 수도 없는 것을 머금고 산다.
'승재'는 왜 죽었을까?
이해 받고 싶고, 이해하고 싶은 삶.

## 출연
- 김금순 : 엄마 역
- 박노근 : 아빠 역
- 장율 : 승재 역
- 김나연 : 승희 역
- 배성종 : 우석 역
- 김호원 : 진우 역
- 차승호 : 형사 역
- 김태훈 : 동창 역
- 임호경 : 부하직원 역
- 백석광 : 조문객 역
- 박범수 : 조문객 역
- 길이지 : 맞선녀 역
- 유재욱 : 경찰 역
- 권해우 : 경찰 역